# Списак активних аутономашких и сеценионистичких области
Овде су набројане области у којима делују сепаратистичке организације или су насељене народима које теже одвајању од матичне државе.

## Африка
Алжир
- Кабили

 Ангола
- Кабинда

 Камерун
- Бакаси
- Јужни Камерун

## Азија
Авганистан
- Бадахсан[1]

 Азербејџан
- Нагорно Карабах

 Грузија
- Абхазија
- Јужна Осетија

 Турска
- Курдистан[2]

## Европа
Албанија
- Грци у Албанији

 Босна и Херцеговина
- Република Српска
- Херцег-Босна

 Кипар
- Турска Република Северни Кипар

 Молдавија
- Придњестровље

 Русија
- Украјинци у Русији
- Република Калињин
- Чеченија
- Коми-пермјачки округ
- Свердловска област
- Држава Идел-Урал
- Татарстан
- Удмуртија
- Башкортостан
- Чувашија
- Комија
- Карелија
- Калмикија
- Кубањ
- Дон Република
- Абазинија
- Черкезија
- Карачајци-Балкари
- Лезгистан
- Табасаранстан

 Србија
- Република Косово
(АП Косово и Метохија)
- Прешевска долина
(Јужна и источна Србија)
- Аутономија Санџака
(Шумадија и западна Србија)
- Мађарска регионална самоуправа
(АП Војводина)
- Република Војводина
(АП Војводина)

 Украјина
- Република Крим
- Доњецка Народна Република
- Луганска Народна Република

 Шпанија
- Каталонија
- Баскија

 Чешка
- Моравска

 Северна Македонија
- Албанци у Северној Македонији

## Северна Америка
Канада
- Квебек
- Алберта

 САД
- Аљаска[3]
- Минесота[4]
- Тексас[5]
- Јужна Каролина[6]
- Хаваји

## Јужна Америка
Аргентина
- Арауканци

 Француска
- Француска Гвајана